# Dantya magnifica
Dantya magnifica är en kräftdjursart. Dantya magnifica ingår i släktet Dantya och familjen Sarsiellidae. Inga underarter finns listade i Catalogue of Life.